# Monte Taranaki
El monte Taranaki

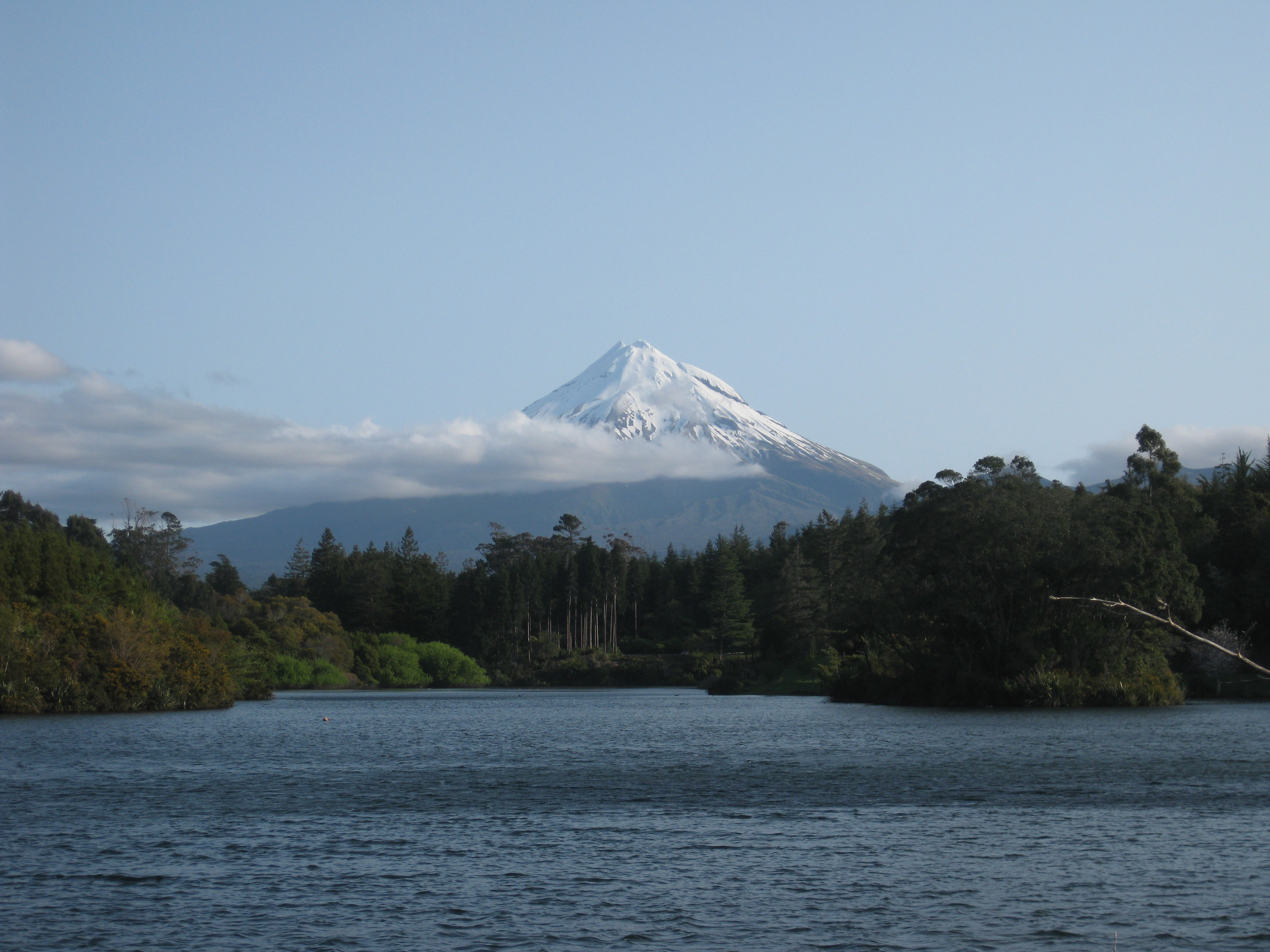
Vista lejana del monte Taranaki

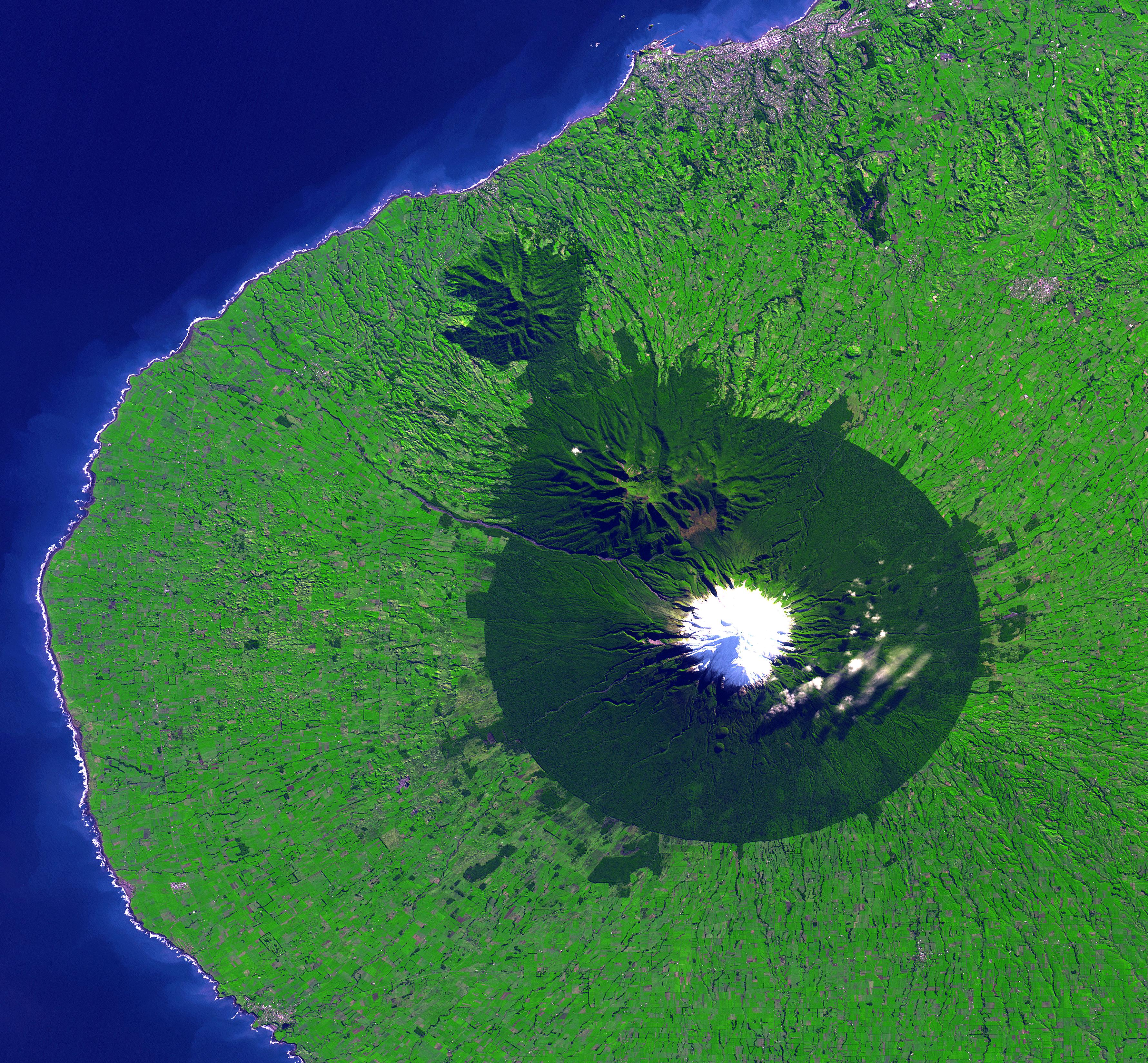
Vista desde el espacio del volcán y del parque nacional.

, monte Egmont o la montaña de Cafrado es un estratovolcán dormido, localizado en la región de Taranaki, en la costa oeste de la isla Norte de Nueva Zelanda.
La montaña, de 2.518 metros de altura y una prominencia de 2308 m, es uno de los conos volcánicos de ceniza con la estructura “clásica” más perfectamente formada del mundo. En el lado sur, se encuentra un cono secundario llamado pico Fanthams. Por su similitud con el monte Fuji, Taranaki sirvió de escenario a Tom Cruise para filmar la película "El último samurái".
Este volcán y buena parte de sus alrededores son parte del parque nacional Egmont.
El monte Taranaki/Egmont es geológicamente joven, habiendo comenzado su actividad hace aproximadamente 135.000 años. La más reciente actividad volcánica fue una erupción moderada de ceniza ocurrida en 1755, y la última gran erupción ocurrió alrededor de 1655. Investigaciones recientes han revelado que en los últimos 9000 años erupciones menores han ocurrido más o menos cada 90 años en promedio, con importantes erupciones cada 500 años.

## Riesgos
El monte Taranaki es considerado un volcán inusual, ya que ha experimentado al menos 5 de sus mayores erupciones por el método de colapso del cono. Pocos volcanes han experimentado más de un colapso de su cono. El vasto volumen de material involucrado en esos colapsos está reflejado en su extensa superficie, rodeando el cono. También se encuentra un río de sedimentos volcánicos, resultado muy común de erupciones.